# Pont Blagovechtchensk-Heihe
Le pont Blagovechtchensk-Heihe ou pont transfrontalier sur l'Amour (chinois : 黑河—布拉戈维申斯克界河公路大桥) est un pont routier sur le fleuve Amour, qui relie la fédération de Russie et la république populaire de Chine. Il est situé entre le village de Kanikourgan, à proximité de Blagovechtchensk du côté russe et le village de Tchanfa (长发村), comté de Sinfou (幸福乡), district d'Aihui, secteur de Heihe, du côté chinois.
La longueur du tablier du pont est de 1 080 mètres, dont chaque moitié de 540 mètres se trouve l'une en Chine l'autre en Russie,. La longueur totale avec les voies d'accès est de 19,9 km, dont 13,43 km sur le territoire de la fédération de Russie. Le coût des travaux s'est élevé à 13,6 milliards de roubles pour le côté russe, et à 5,2 milliards de roubles du côté chinois. Soit un coût total de 18,8 milliards de roubles. 

## Caractéristiques du projet

Vue spatiale du pont avec ses routes d'approche (2019).

La construction s'est réalisée en deux étapes. La première d'une longueur de 2,62 km comprenant le pont sur une longueur de 540,33 m qui enjambe le fleuve Amour, et aussi le pont sur la canal de Kanikourgan d'une longueur de 278 m et la route d'approche d'une longueur de 1,8 km. 
La seconde étape a développé une longueur de 14,8 km de route de catégorie 2 avec 3 échangeurs. 

## Histoire de la réalisation
Ce projet de liaison des deux rives de l'Amour datait d'il y a 25 ans. Les décisions concrètes ont été prises par le gouverneur Oleg Kojemiako. En 2014, avec son collègue chinois, chef de la province de Heilongjiang, a été signée une déclaration d'intention lors de l'Exposition russo-chinoise qui se tenait à l'époque. Cette déclaration prévoyait un début des travaux en décembre 2016. En 2015, a été signé un accord intergouvernemental donnant le mois de décembre 2016, comme point de départ du chantier.

En mars 2018, le ministre du développement de l'Extrême-Orient russe Alexandre Kozlov (en) déclare :
 — Nous sommes les premiers dans la pays à mettre en œuvre un projet de création d'un pont transfrontalier aux termes d'un accord de concession. Maintenant, c'est la phase active de la construction et toutes les ressources sont mobilisées. Selon les calculs réalisés, la construction du pont permettra de doubler le flux de marchandises et de passagers jusqu'à l'Océan Pacifique.

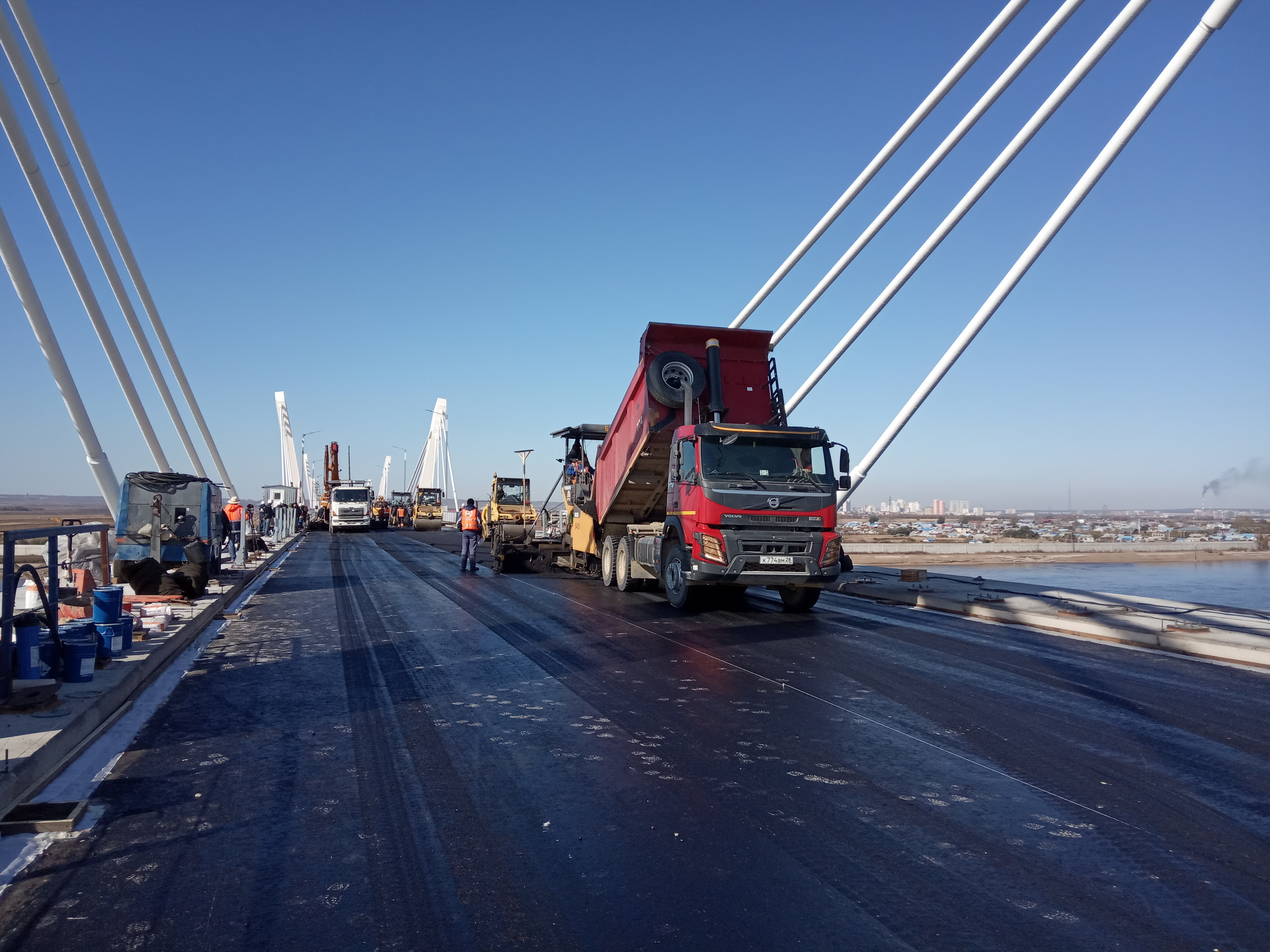
Pose de l'asphalte sur le pont en Chine.

À la fin de l'année 2018, a commencé la construction du pont par le pilier no 10. L'amarrage des parties russes et chinoises a eu lieu le 31 mai 2019. Le 29 novembre 2019, a été annoncé l'achèvement de l'ouvrage.
Le pont a été inauguré le 10 juin 2022.

## Perspectives d'avenir
Un point de contrôle permanent sera mis en place à la frontière. Selon le gouverneur général de l'oblast de l'Amour Vassili Orlov (en), il sera tenu compte de l'expérience acquise par les Russes en cette matière lors de la réalisation d'un point de passage en république de Crimée.